# Ейская железная дорога

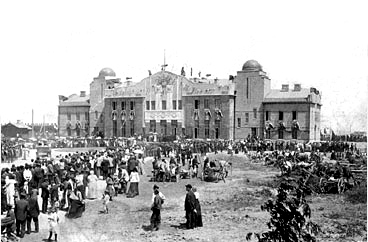
Железнодорожный вокзал Ейска в начале XX века.

Ейская железная дорога — акционерное общество, занимавшееся строительством железнодорожной ветки от станции Сосыка до портового города Ейска в 1908—1911 годах.
В 1908 году власти города Ейска добились разрешения II департамента Государственного Совета на устройство акционерной компании Ейская железная дорога. Созданное по инициативе городского головы В. В. Ненашева акционерное общество приступило к постройке 142-х километровой магистрали, которая должна была обеспечить подвоз зерна в Ейский порт и связать город с остальной Россией. Ненашев, благодаря энергии которого этот проект смог стать реальностью, пригласил в качестве подрядчика известного инженера М. В. Брайкевича. К строительству также был привлечен талантливый инженер С. Е. Палашковский. Благодаря такому руководству строительство дороги велось рекордно быстрыми темпами. Укладка 133 верст пути была закончена уже в марте 1910 года.
Для железнодорожной насыпи брался ракушечный песок с Ейской косы, что впоследствии привело к серьёзному экономическому и экологическому ущербу: в феврале 1914 года во время урагана вода размыла Ейскую косу, в результате чего от неё отделилась наиболее живописная часть — стрелка, образовав одноимённый остров.

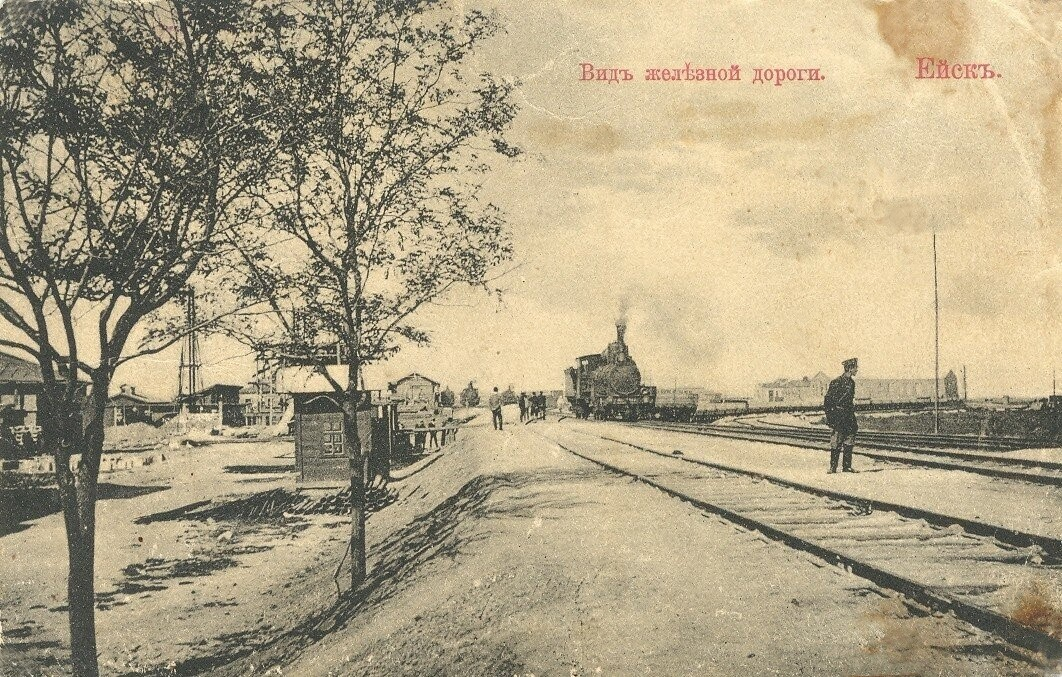
Ейская железная дорога. Начало XX века.

11 июля 1911 года состоялось торжественное открытие железной дороги, сопровождавшееся массовыми гуляниями: по берегу Ейского лимана от вокзала до Широчанки жгли костры, жарили мясо и варили уху, пели народные песни. Ейская дорога вошла в список российских железных дорог. С 24 октября того же года она была включена в единое расписание пассажирского движения Российской империи. Ежедневно, помимо товарных поездов, на станцию Ейск прибывали из Сосыки почтовый и товарно-пассажирский поезда. Только на второй год своей работы дорога перевезла 130,5 тысяч пассажиров, более 8 млн пудов грузов и дала 133393 рубля чистой прибыли, большая часть которой пополнила городской бюджет.
Для руководства деятельностью железнодорожной ветки было создано правление в Санкт-Петербурге. 25 мая 1912 года оно было переведено в Ейск. Ейский вокзал, паровозное и вагоноремонтное депо были построены в 1910—1912 годах. При станции Ейск был также открыт железнодорожный клуб.